# 孙松璞
孙松璞（1949年10月—），男，汉族，山东烟台人，中华人民共和国政治人物，曾任中华人民共和国海关总署副署长，第十届全国人大代表。